# Питер (футбольный клуб)
«Питер» — бывший футбольный клуб из Санкт-Петербурга.

## История
Футбольный клуб «Питер» был основан в 2011 году при поддержке Национального государственного университета физической культуры, спорта и здоровья им. П. Ф. Лесгафта. По данным газеты РБК daily, создателем клуба стал Алексей Михайлов, один из совладельцев компании «Комлинк».
Согласно идеологии клуба, основу команды составляли выпускники городских и областных футбольных школ.
Свой первый сезон 2011/12 года ФК «Питер» провел в первенстве России среди любительских клубов, участвовал также в высшей группе чемпионата Санкт-Петербурга по футболу среди мужских команд. В июне 2012 года клуб прошел аттестацию в Российском футбольном союзе и получил профессиональный статус. В сезоне 2012/13 года ФК «Питер» дебютировал во II дивизионе Чемпионата России и в Кубке России со стадии 1/256 финала. Домашние матчи команда проводила на малой арене стадиона «Петровский». В декабре 2013 года в связи с отсутствием финансирования клуб был расформирован.

### Результаты выступлений в первенстве России
| Сезон   | Лига/дивизион                       | Уровень  | Место | И  | В  | Н | П  | Мячи  |
| ------- | ----------------------------------- | -------- | ----- | -- | -- | - | -- | ----- |
| 2011/12 | Первенство ЛФК, зона «Северо-Запад» | 4 (люб.) | 7     | 30 | 12 | 9 | 9  | 47-44 |
| 2012/13 | Второй дивизион, зона «Запад»       | 3        | 14    | 26 | 3  | 7 | 16 | 20-36 |
| 2013    | Первенство ЛФК, зона «Северо-Запад» | 4 (люб.) | 3     | 7  | 4  | 2 | 1  | 12-6  |

## Критика
По мнению гендиректора ФК «Петротрест» Валентина Белавина, у клуба «Питер» (точнее, у его игроков) проблемы такие же, как и у многих других «начальных клубов»: отсутствие в команде ветеранов и «костяка», вокруг которого собираются остальные игроки, а также нехватка финансирования:

«Возьмем команду „Питер“. Она на 100 % состоит из питерских молодых игроков. Но находится на последнем месте. Молодые должны играть под надзором ветеранов. Должны быть командные стержни. В каждой линии — вратарь, защитник, полузащитник и нападающий. Другие игроки собираются вокруг этого скелета. В начальных клубах финансирование скудное. Футболистов, которые себя проявляют, забирают в клубы более сильные и богатые. Важно, чтобы команда имела тренировочную базу, экипировку и питание. Чтобы переезды были нормальными. Игроки садятся в автобус и едут 1 тыс. км. Какой после этого футбол?!»— Петербургский дневник (статья от 5 декабря 2012)
По словам Владимира Голубева, отсутствие денег у клубов «Питер» и «Русь» вынуждает лучших игроков «уезжать куда угодно». В составе команд «остаются только те, кто никому не пригодился».
Издание «Санкт-Петербургские ведомости» описывало ситуацию в клубе на конец 2012 года как «сложную», отмечая, что к существующим проблемам (наличие долгов, отсутствие какой-либо собственности, низкие зарплаты игроков — даже по сравнению с клубом-ровесником «Русь») добавились новые. В частности, судебная тяжба с собственными футболистами.